# Santo Domingo Ixcatlán
Santo Domingo Ixcatlán är en kommun i Mexiko.   Den ligger i delstaten Oaxaca, i den sydöstra delen av landet, 300 km sydost om huvudstaden Mexico City.
Följande samhällen finns i Santo Domingo Ixcatlán:
- Reyes Ixcatlán
- El Porvenir